# Smilax excelsa
Smilax excelsa är en enhjärtbladig växtart som beskrevs av Carl von Linné. Smilax excelsa ingår i släktet Smilax och familjen Smilacaceae. Inga underarter finns listade.

## Bildgalleri

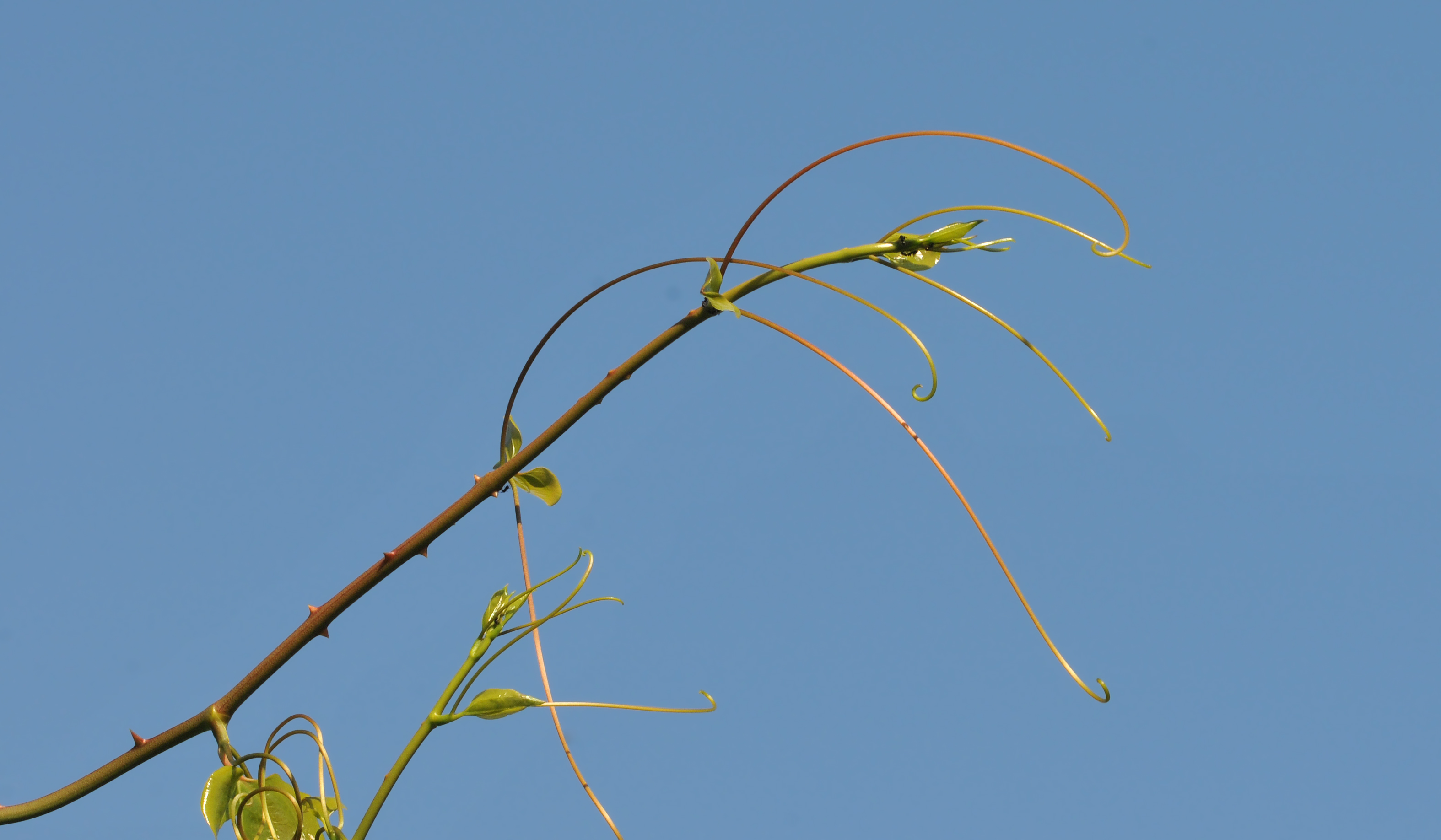
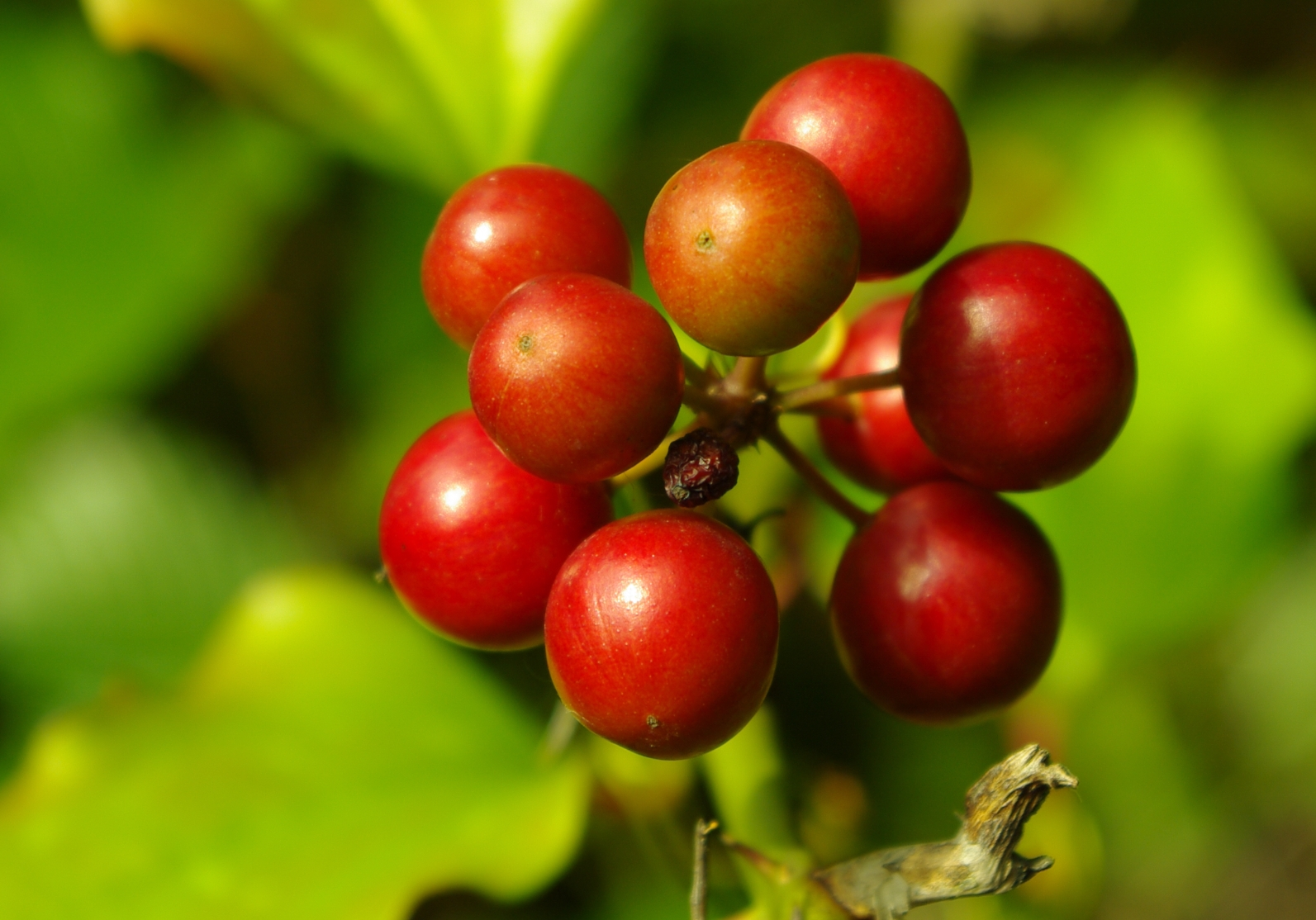
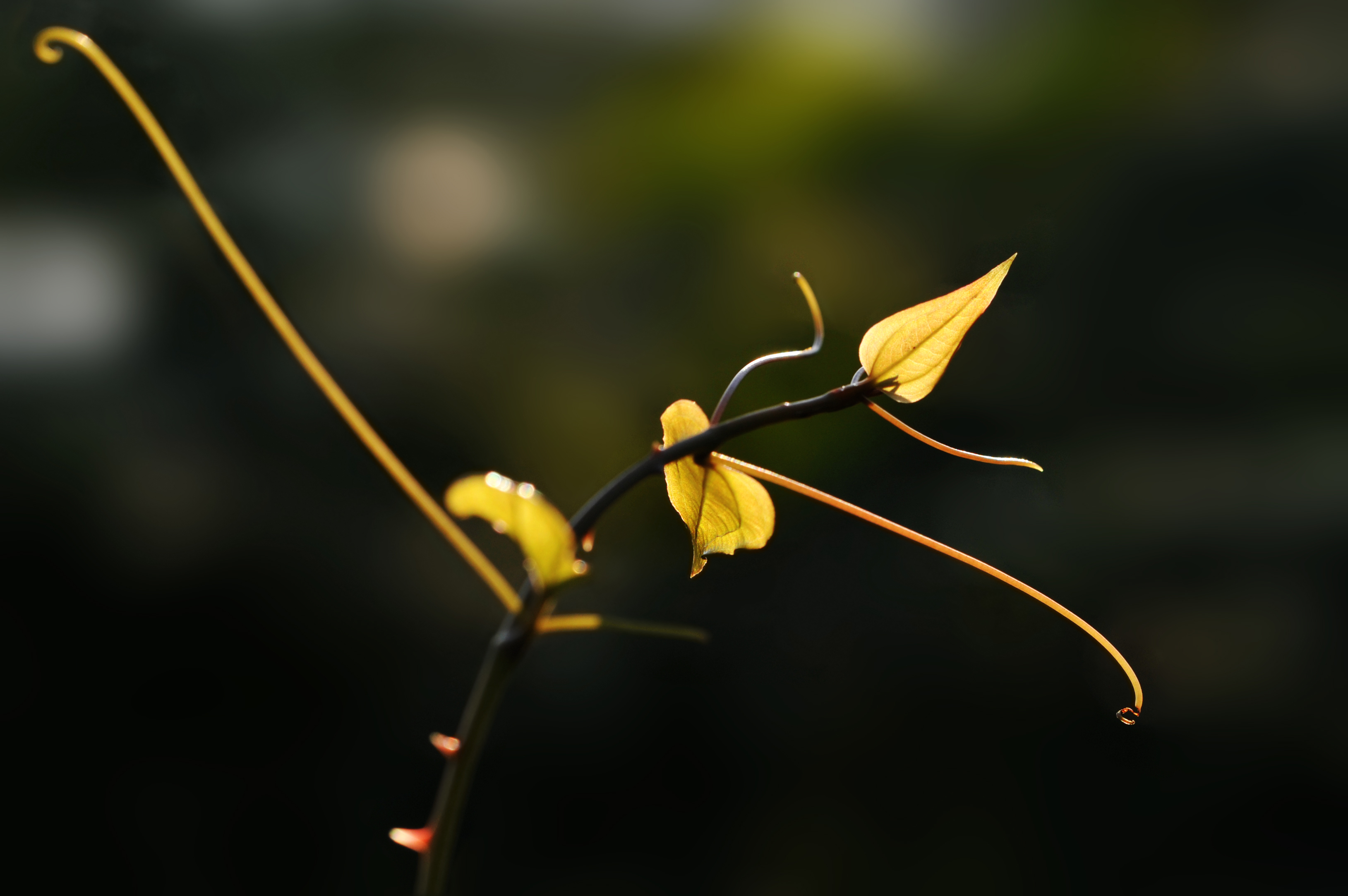
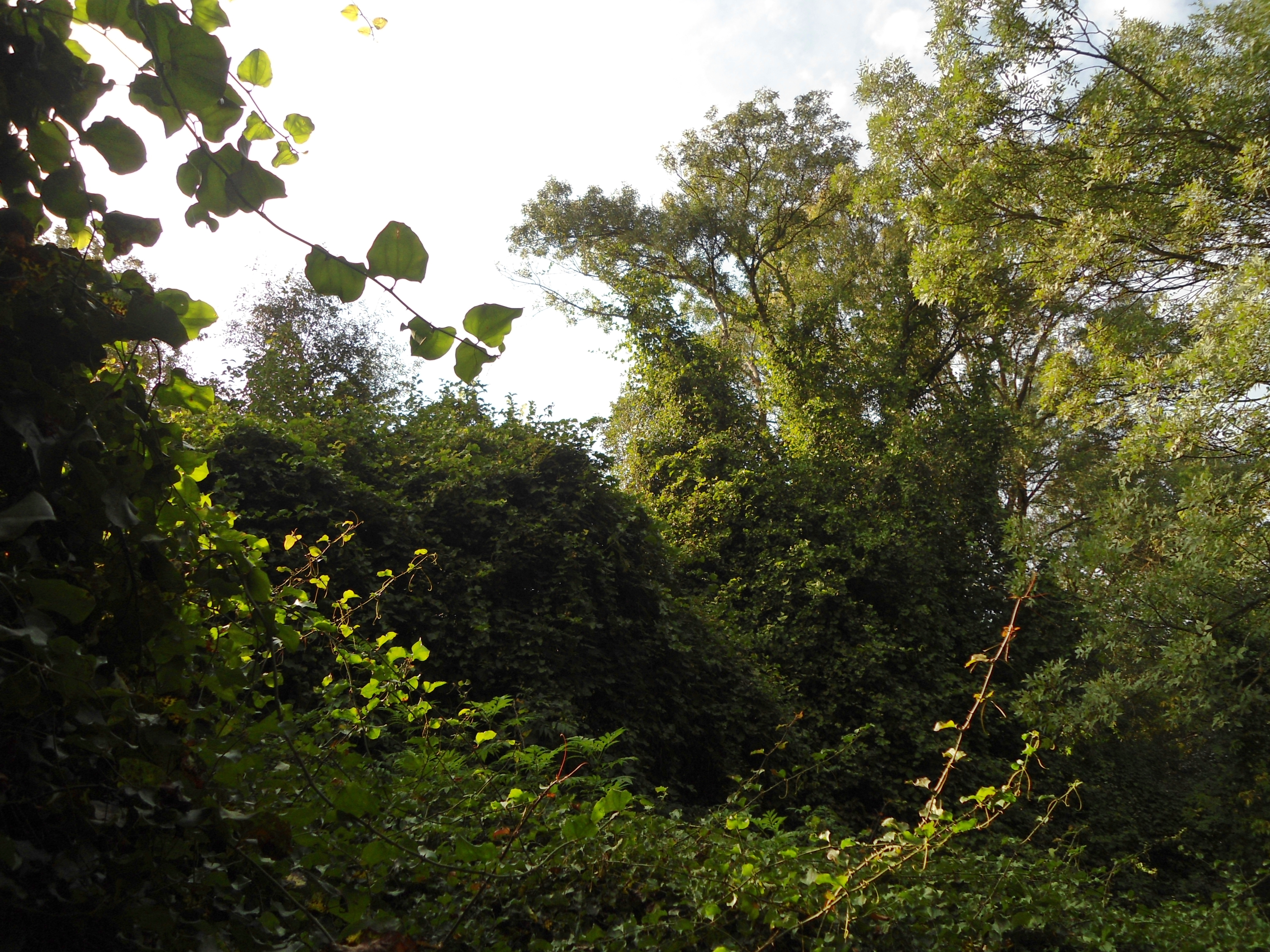
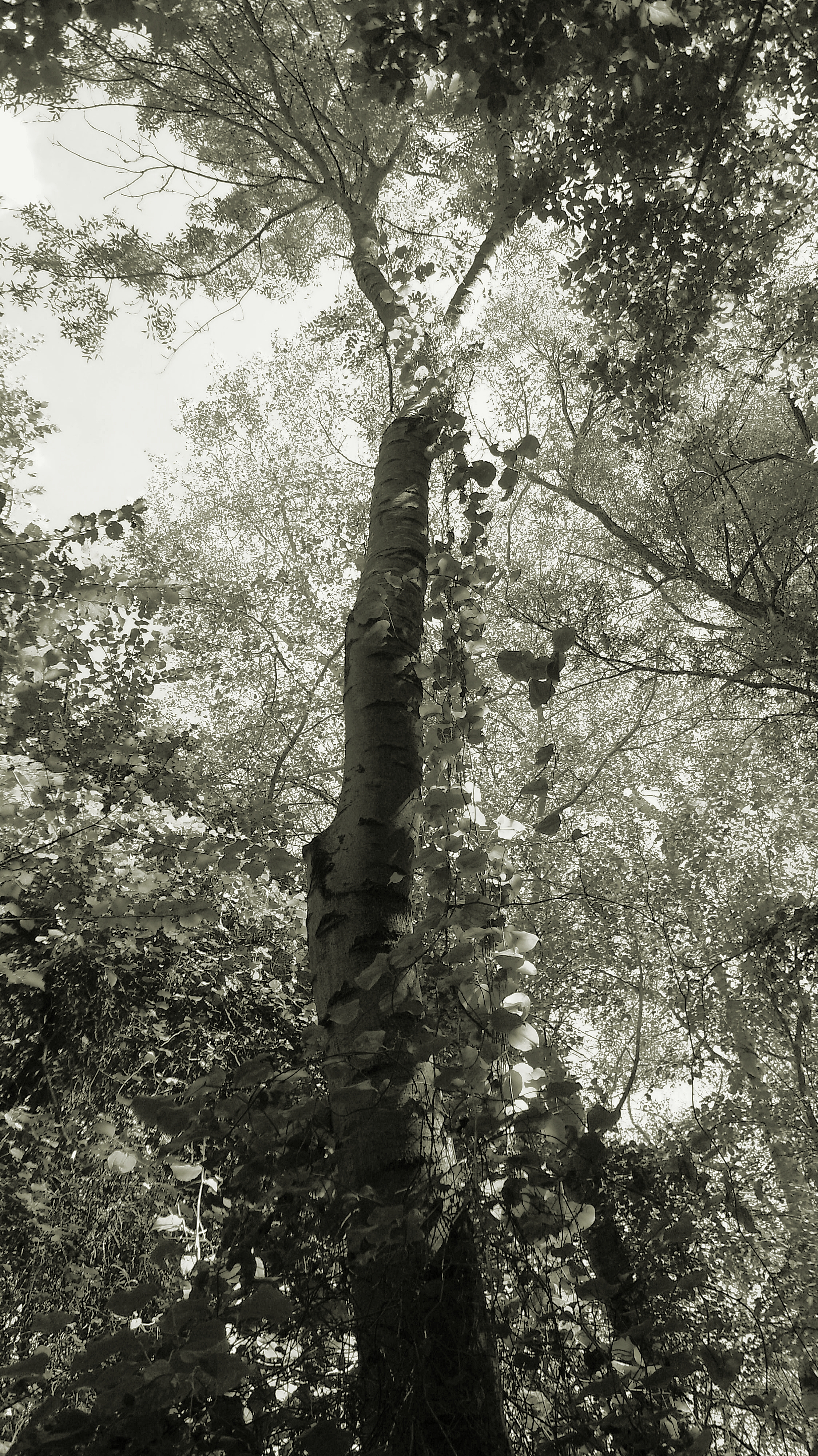
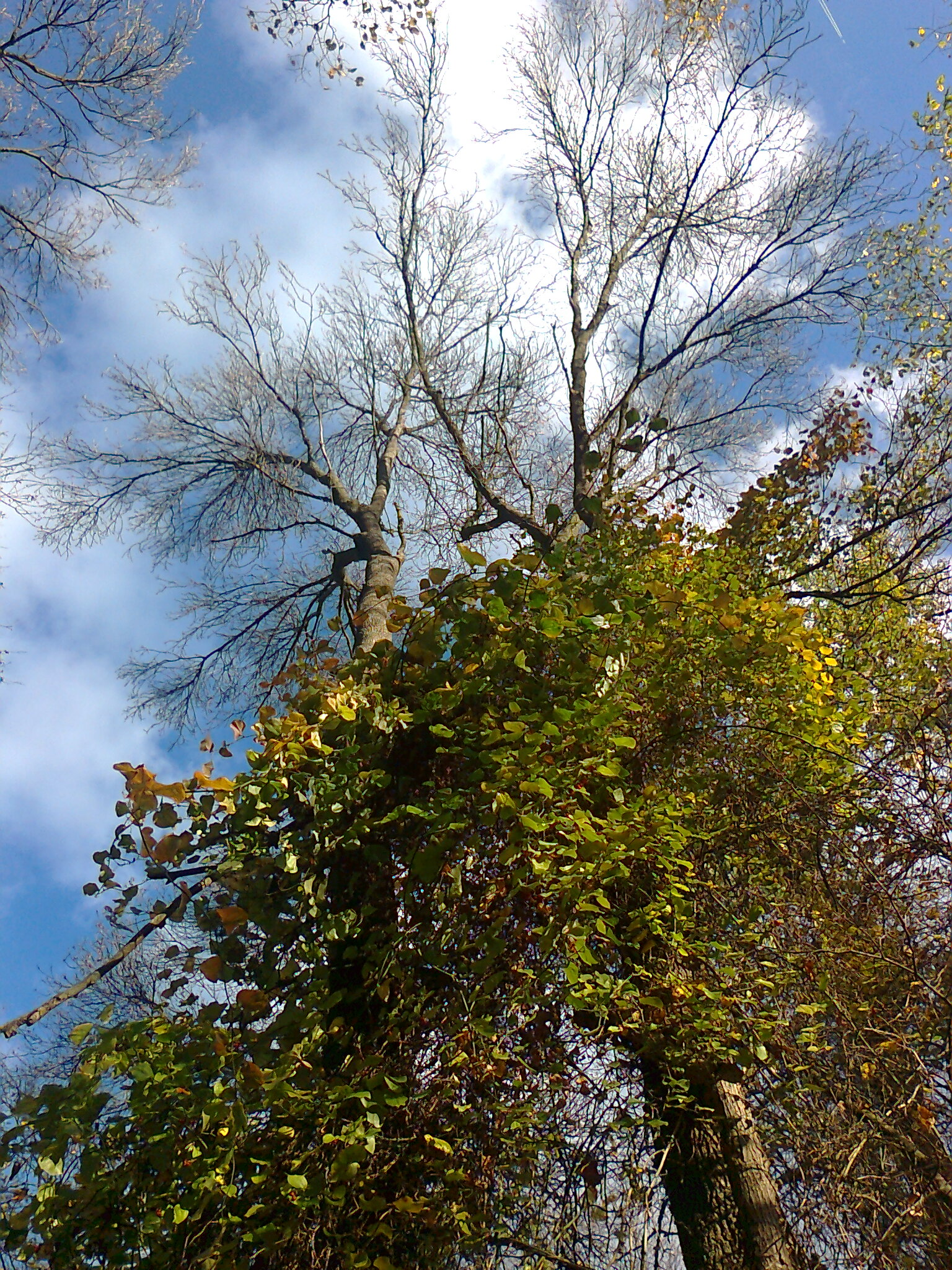